# Tiakur
Tiakur es un kelurahan y la sede de la Regencia del Suroeste de Molucas en Molucas, Indonesia. La ciudad fue construida a propósito como la capital de la Regencia del Suroeste de Molucas luego de su creación en 2008. Tiakur se formó como resultado de un debate político durante la creación de la regencia y la ciudad más pequeña y más desarrollada de la regencia, Wonreli en la isla Kisar. La ciudad se encuentra principalmente dentro de los límites de Tiakur, con una población de 4227 al 2022.

## Historia
Antes de que se construyera la ciudad, la isla de Moa estaba relativamente subdesarrollada y escasamente poblada. La ciudad fue el resultado de años de debates políticos entre los funcionarios y la división posterior entre los habitantes de la región que iniciaron la creación de la Regencia del Suroeste de Malucas. La idea de construir una nueva ciudad para la sede de la regencia se planteó por primera vez el 6 de diciembre de 2001, durante el primer congreso del Consejo de Autonomía del Suroeste. El Consejo de Autonomía del Suroeste fue creado por varias figuras de la región después de que no estuvieran satisfechos con la dominación percibida de los isleños de Tanimbar en la política, con el objetivo de crear su propia nueva regencia. Sin embargo, el consejo se dividió en dos facciones, con representantes del Distrito de las Islas del Sur que querían que Wonreli fuera la capital de la nueva regencia, mientras que los otros dos distritos, las Islas Babar y Leti Moa Lakor, querían que la capital estuviera en la isla Moa. Para finalizar la formación de la regencia, el consejo decidió posponer el asunto de la capital hasta mucho más tarde.
En 2004, el parlamento de la regencia matriz, la Regencia de Molucas Sudeste Occidental, emitió el Decreto No.4/2004, afirmando que la capital estaría en Wonreli, Isla Kisar. Sin embargo, durante la creación de la regencia en 2008, el gobierno provincial de Molucas y la Regencia del Sudeste de Molucas Occidentales apoyaron la isla de Moa como la nueva ubicación de la capital. Esto provocó la condena del rey de Kisar, John Baker, quien argumentó que la nueva ciudad y la isla de Moa estaban demasiado subdesarrolladas, y la decisión contradice el decreto de 2004. El jefe del comité, Oyang Orlando Petrus, acusó a los gobiernos de la Regencia del Sudeste de Molucas Occidentales y de la provincia de Molucas de mentir a los residentes.
La primera piedra de la ciudad se colocó en noviembre de 2008 y la construcción de la ciudad comenzó con 15 mil millones de rupias indonesias asignadas para el desarrollo de los servicios básicos en la ciudad. El traslado de la sede temporal en Wonreli se retrasó hasta 2012, con varias protestas de ambos lados durante el año, lo que resultó en que la facción de Wonreli se hiciera cargo temporalmente del puerto de Kisar y lo bloqueara. Estudiantes de la región protestaron frente a la oficina del gobernador de Maluku, acusando a las «élites locales» de retrasar deliberadamente el traslado de la capital de Wonreli a Tiakur. La sede del gobierno finalmente se trasladó a Tiakur el 26 de abril de 2012 y se inauguró el 26 de noviembre de 2012 durante el mandato de Barnabas Orno, quien anteriormente fue vicerregente del sureste de Molucas Occidentales, y respaldó a Tiakur para que fuera la capital.

## Geografía
Tiakur se encuentra en la isla de Moa, formando un enclave dentro del pueblo administrativo de Wakarleli; y está situado en el distrito de Moa, que abarca toda la isla. Tiakur tiene la superficie de tierra más pequeña en comparación con otras aldeas administrativas del distrito, con solo 3,50 km2.

## Economía
La ciudad es el centro de infraestructura y actividades económicas en la isla de Moa. La ciudad es la ubicación de los dos únicos bancos estatales en el distrito, el único edificio de mercado en el distrito, así como 12 de los 15 restaurantes registrados en el distrito. La isla tiene una superficie total de tierra cultivada de 20 ha con resultados de 786 quintales de productos agrícolas. Además de vegetales como la espinaca de agua, la isla también produce mandarinas, mangos, papaya y fruta del pan.
Para el turismo, Tiakur sirve como la principal ubicación de alojamiento, que cuenta con tres hoteles a partir de 2023. Sin embargo, gran parte de la industria del turismo aún no se ha desarrollado.

## Infraestructura

### Transporte

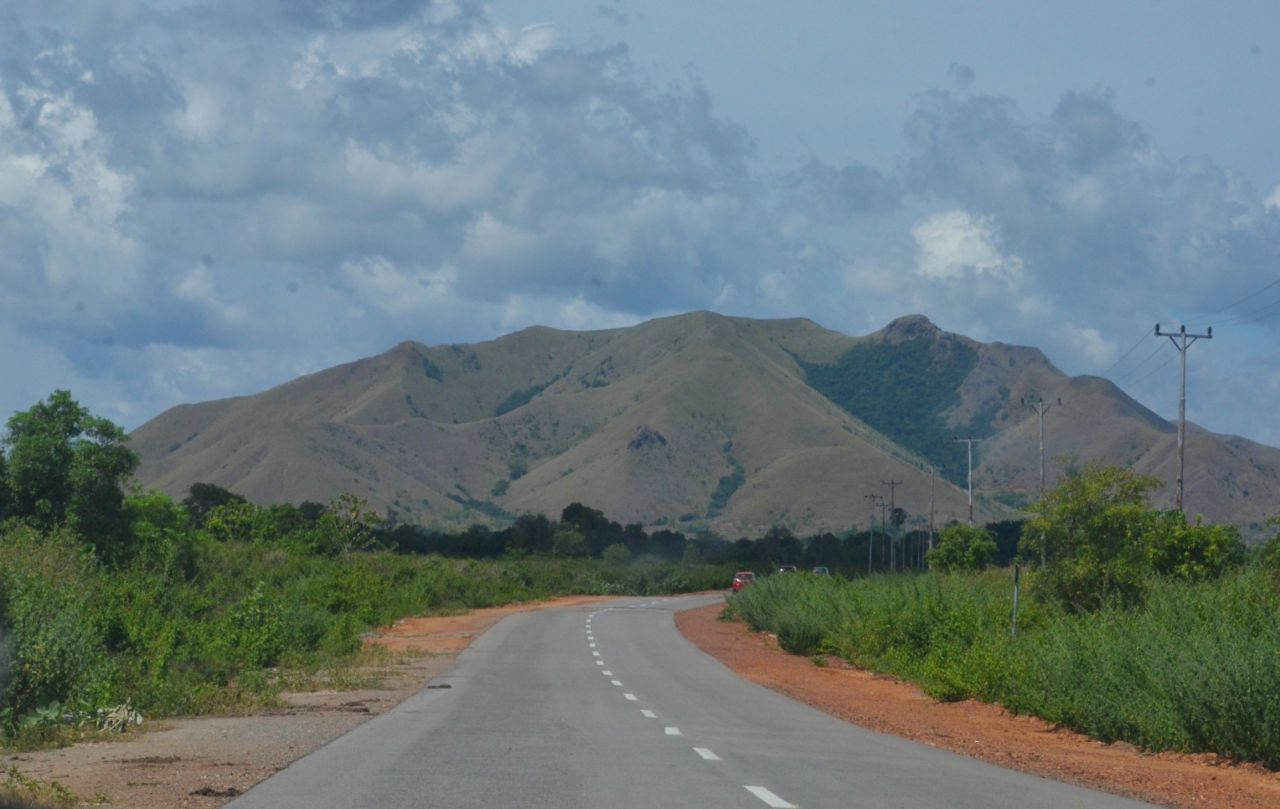
Carretera Trans Moa que conecta Tiakur y Weet.

La ciudad cuenta con el servicio del aeropuerto Jos Orno Imsula, que es el único aeropuerto en la isla de Moa. También es uno de los dos aeropuertos de la regencia, el otro, el aeropuerto John Beker, está ubicado en la isla de Kisar. El aeropuerto ve vuelos regulares a la ciudad de Ambon, la isla de Kisar y otras ciudades como Saumlaki. La carretera Trans Moa conecta la ciudad con el resto de la isla, principalmente de Tiakur a Weet, que se extiende por 28 kilómetros. La mayoría de las carreteras están pavimentadas con asfalto y Estadísticas Indonesia las considera en buenas condiciones, y se mejoraron en 2018. En 2019 se lanzó un servicio de autobús que cubre la isla, incluida la ciudad, pero se utiliza principalmente para estudiantes escolares.
El único puerto de transbordadores de la ciudad todavía estaba en construcción a partir de 2021, y la construcción se detuvo ese mismo año debido a problemas con la adquisición de terrenos. Se espera que se construya otro puerto, principalmente para pesca y logística, a principios de 2023 y se termine en 2024.

### Cuidado de la salud

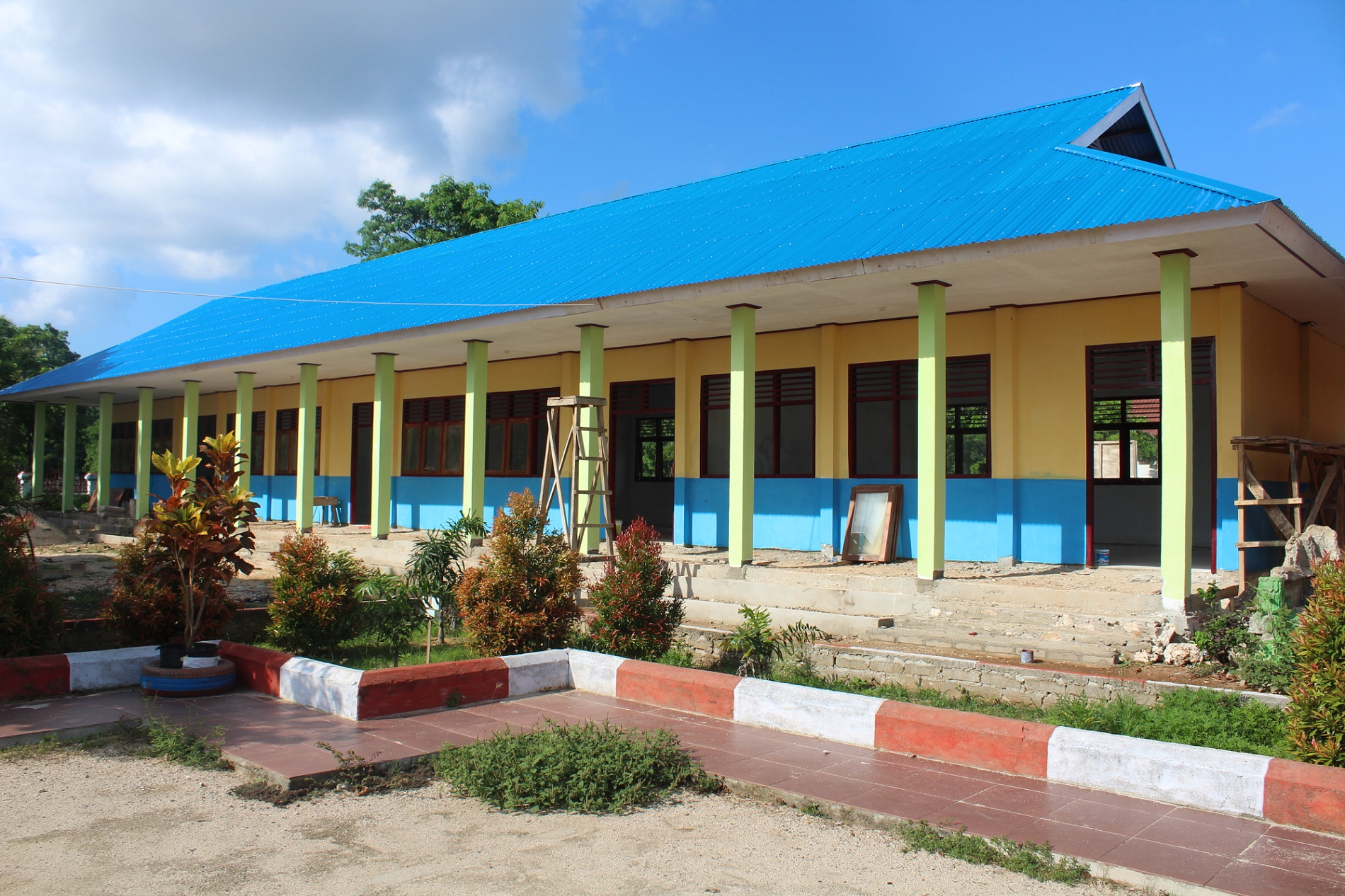
Un edificio escolar en construcción en Tiakur.

La ciudad solo tiene un hospital general, el Hospital Regional de Tiakur, que es público y está clasificado por el Ministerio de Salud como clase D. El hospital experimentó una escasez de médicos especialistas en septiembre de 2021, debido a que muchos médicos se fueron después de que expiraron sus contratos. El hospital tiene poca acreditación, lo que se cita como una de las razones por las que tiene dificultades para adquirir trabajadores de la salud, incluidos médicos especialistas. La ciudad también operaba un hospital móvil para sus localidades vecinas, así como varios puskesmas y dos farmacias registradas.
Según Estadísticas de Indonesia, en 2022, la ciudad tiene 11 instituciones educativas, que van desde jardines de infancia hasta educación terciaria. Tiakur tiene uno de los tres campus de la Universidad de Pattimura.
La electricidad de la ciudad es abastecida por Perusahaan Listrik Negara, utilizando principalmente generadores diésel y líneas de transmisión de energía de 21,5 kilómetros en toda la isla, construidas en 2012. La ciudad tiene 10 iglesias protestantes, una iglesia católica y una mezquita, a partir de 2021. La ciudad cuenta con dos estaciones transceptoras base para atender las telecomunicaciones en la región, con acceso 4G.